# Demetrio e Polibio
Demetrio e Polibio é uma ópera-séria em dois atos de Gioachino Rossini, com o libreto de Vincenzina Viganò Mombelli. Foi a primeira ópera composta por Rossini aos 17 anos, incentivado pelo seu amigo Domenico Mombelli, a ópera estreou no dia 18 de maio de 1812 no Teatro Valle de Roma.

## Personagens
| Demétrio (Rei da Síria, mas com o nome falso de Eumene) | tenor     |
| Políbio (Rei da Pártia)                                 | baixo     |
| Lisinga (Filha de Políbio)                              | soprano   |
| Siveno (Filho perdido de Demétrio)                      | contralto |

## Sinopse
A ópera se passa na capital de Pártia.

### Ato I
Políbio, o rei de Pártia, protege próximo da juventude que faz Siveno chamar ele
é acreditado criança do Minteo extinto, ministro de Demetrio, rei de Síria. Este último, debaixo do falso nome de Eumene, vai com ele para o tribunal de Polibio, como mensageiro da rei de Síria, reclamando a restituição de Siveno mas Polibio não aceita e eles são bastante célebres o casamento entre Siveno e Lisinga, a filha de Polibio. Polibio confia porém a Siveno para ser preocupado como sucesso, porém Siveno o ressegura. Eumene, enquanto isso, prepara um plano para seqüestrar Siveno. Contamina com um pouco de ouro os criados e os relógios, enquanto tendo sucesso penetrando à noite no tribunal de Polibio. Junta porém no quarto dos noivo, Lisinga acha, seqüestra e corre fora. Polibio e Siveno tentam o parar inutilmente.

### Ato II
Polibio e Siveno perguntam a Lisinga é libertado. Para resposta Demetrio, ameaça matar Lisinga, se Siveno não for entregado. Polibio, mostra a intenção para matar Siveno em troca, se sua filha não o será devolvida. A situação está resolvida quando Demetrio, por uma medalha, que reconhece em Siveno sua criança que acreditou está perdido. Polibio porém não quer deixar Lisinga e também até agora Demetrio quer Siveno só. Separe os noivo então, Lisinga, voltar o marido dela, tenta matar o Eumene presumido mas estes revela para não ser o mensageiro do rei de Síria mas o rei ele e pai de Siveno finalmente. Todos são reconciliados então e os noivo podem viver feliz finalmente.

## Orquestração
- 1 cravo (para recitativo secco)
- 1 flauta
- 2 oboés
- 2 clarinetes
- 2 fagotes
- 2 trompas
- 2 trompetes
- Instr. de cordas: violinos (primeiros e segundos), violas, violoncelos (para recitativo secco) e contrabaixos (para recitativo secco)

## Ligações Externas
- Libreto